# Вестон-Міллс (Нью-Йорк)
Вестон-Міллс (англ. Weston Mills) — переписна місцевість (CDP) в США, в окрузі Каттарогус штату Нью-Йорк. Населення — 1525 осіб (2020).

## Географія
Вестон-Міллс розташований за координатами 42°4′31″ пн. ш. 78°22′21″ зх. д. / 42.07528° пн. ш. 78.37250° зх. д. (42.075229, -78.372585).  За даними Бюро перепису населення США в 2010 році переписна місцевість мала площу 17,46 км², з яких 17,27 км² — суходіл та 0,19 км² — водойми.

## Демографія
Згідно з переписом 2010 року, у переписній місцевості мешкали 1472 особи в 637 домогосподарствах у складі 408 родин. Густота населення становила 84 особи/км².  Було 685 помешкань (39/км²).
Расовий склад населення:
| - 96,3 % — білих - 1,6 % — чорних або афроамериканців - 0,5 % — азіатів - 0,1 % — корінних американців |

До двох чи більше рас належало 1,4 %. Частка іспаномовних становила 1,7 % від усіх жителів.
За віковим діапазоном населення розподілялося таким чином: 20,6 % — особи молодші 18 років, 59,8 % — особи у віці 18—64 років, 19,6 % — особи у віці 65 років та старші. Медіана віку мешканця становила 46,2 року. На 100 осіб жіночої статі у переписній місцевості припадало 96,3 чоловіків;  на 100 жінок у віці від 18 років та старших — 93,2 чоловіків також старших 18 років.
Середній дохід на одне домашнє господарство  становив 60 658 доларів США (медіана — 44 208), а середній дохід на одну сім'ю — 73 940 доларів (медіана — 60 655). Медіана доходів становила 51 186 доларів для чоловіків та 37 031 долар для жінок. За межею бідності перебувало 8,4 % осіб, у тому числі 4,9 % дітей у віці до 18 років та 16,3 % осіб у віці 65 років та старших.
Цивільне працевлаштоване населення становило 634 особи. Основні галузі зайнятості: освіта, охорона здоров'я та соціальна допомога — 32,5 %, виробництво — 21,1 %, роздрібна торгівля — 16,2 %.